# Dodd-Frank Wall Street Reform and Consumer Protection Act
Dodd-Frank Wall Street Reform and Consumer Protection Act (H.R. 4173), ofta förkortad till Dodd-Frank Act, är en federal lag i USA som infördes genom president Barack Obamas godkännande den 21 juli 2010. Lagens tillkomst kan ses mot bakgrund av finanskrisen 2008–2009 och de räddningsåtgärder för banker som följde den, samt viljan att från politiskt håll reglera den finansiella sektorn bättre. 

## Reformer inom ramen för Dodd-Frank Act
- Systemic Risk Regulation Securitisation
- Financial Stability Oversight Council
- Office of Financial Research Elimination of the OTS
- Enhanced Prudential Standards Deposit Insurance Reforms
- Living Wills Enhanced Regulation of Banking Entities
- Orderly Liquidation Authority Payment, Clearing and Settlement Systems
- Volcker Rule Consumer Financial Protection
- Swaps Pushout rule Restrictions on Emergency Stabilisation
- Bank Capital (Collins Amendment) Federal Reserve Governance
- Derivatives Pay it Back Act
- Hedge Funds Insurance
- Investor Protection International Sovereign Assistance
- Enhanced Regulation of Securities Markets Mortgage Market Reforms
- Credit Rating Agencies

Källa: http://blogs.law.harvard.edu/corpgov/2010/11/20/the-financial-panic-of-2008-and-financial-regulatory-reform/